# 相可
相可（おうか）は三重県多気郡多気町の地名。多気町役場が置かれ、同町の中心集落となっている。

## 地理
多気町の中央よりやや北寄りに位置する。櫛田川中流域の平坦地にあり、半農半商の地域で、宅地が広がる。
- 河川：櫛田川

北は松阪市射和町（いざわちょう）、東は多気町荒蒔（あらまき）・相可台、南は多気町五佐奈・西山・仁田・平谷、西は多気町四疋田に接する。

### 地域
相可は相可一区と相可二区に分かれ、多気町当局は別大字として扱っている。一区と二区は三重県道160号松阪多気線（旧国道42号）を境とし、東側が二区、西側が一区である。

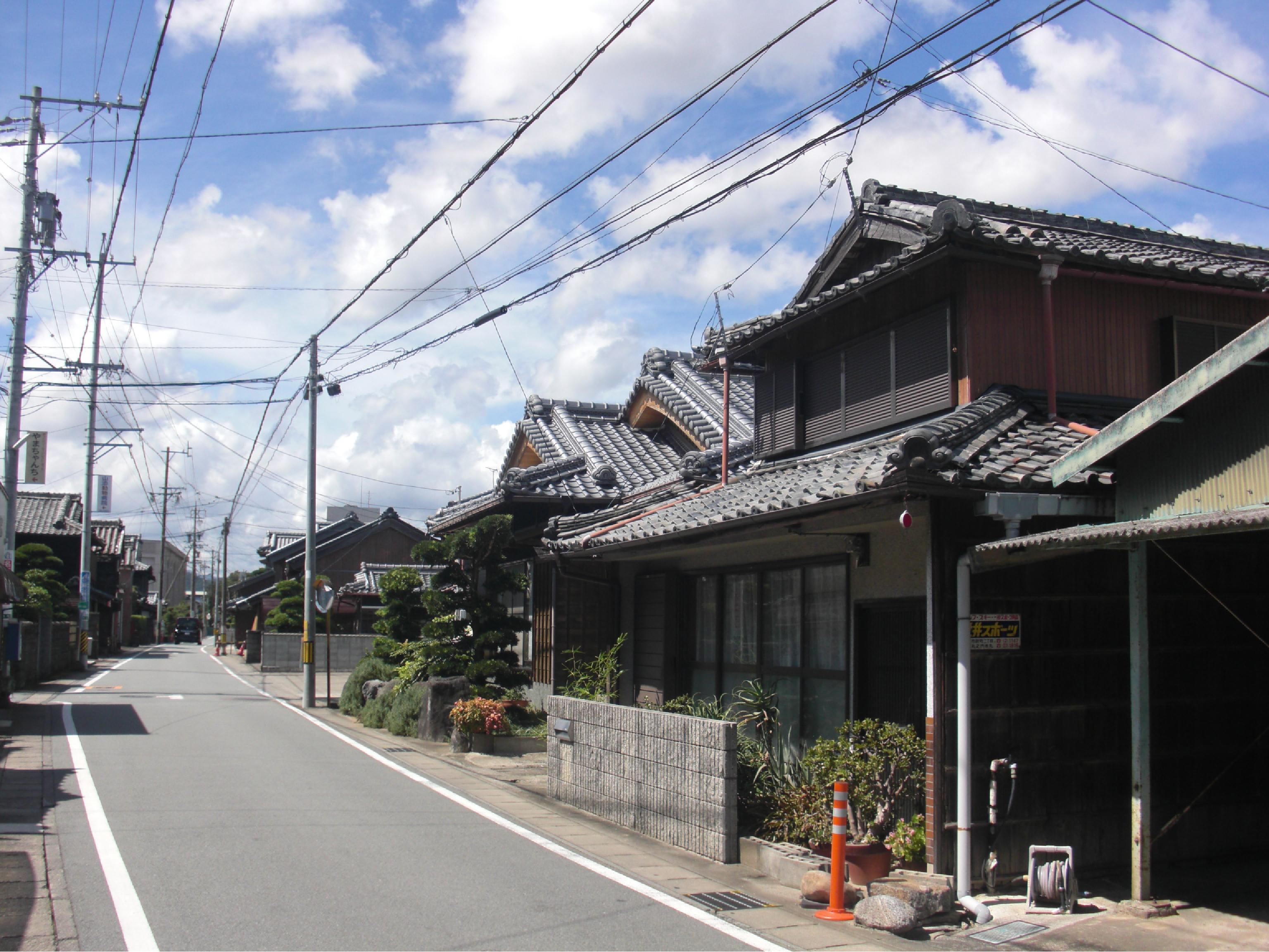
相可一区
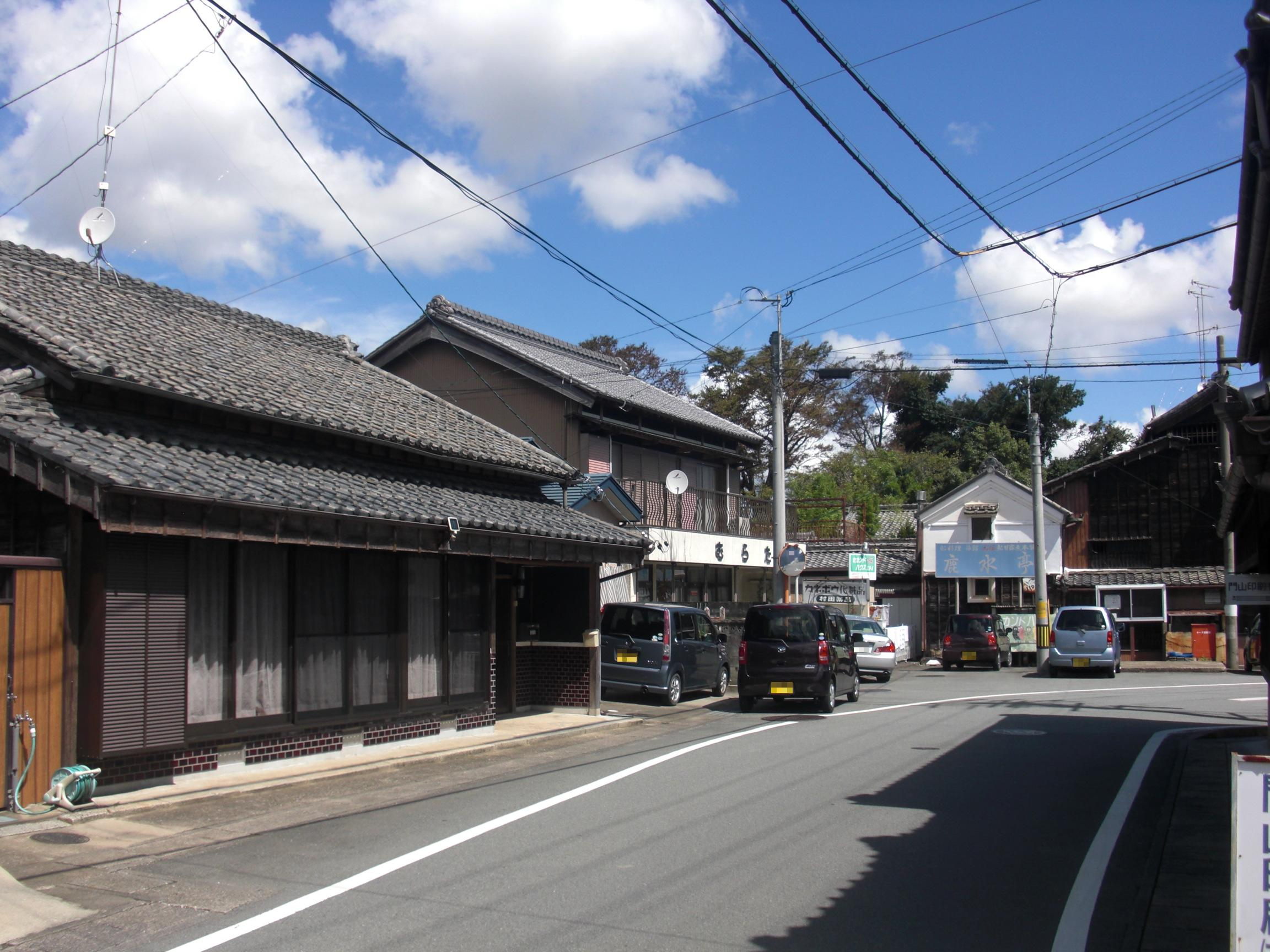
相可二区

#### 相可一区
上相可とも称する。地区のほぼ全域が平野である。三重県道421号勢和兄国松阪線に沿って集落が形成され、宿場町の景観が残る。

#### 相可二区
下相可とも称する。地区の北半分は平野であり、中央に相可駅が、南部に多気町役場がある。南東部には相可台ニュータウンが造成され、独立した大字となった。
相可一区同様、宿場町の歴史的景観が県道421号沿線に残る。

### 産業
多気町の歳入の主要な位置をしめるシャープ三重工場（1995年（平成7年）進出、通称：多気工場）が地区の東部に立地し、周辺域に多気工業団地を形成する。
シャープ進出以前の中心産業は商業や公務といった第三次産業と農業であった。

## 歴史

### 近世まで
古くは縄文時代の土器が見つかっており、太古の時代より人々の集まる地域であったことが窺える。平安時代の『和名抄』に多気郡七郷の1つとして相可郷が登場する。当時の数点の古書には「阿布加」（あふか）と読みが振られている。相可郷には伊勢神宮の御厨や東寺・近長谷寺・法楽寺の荘園が点在し、条里制の土地割や条里制地名が今も残る。相可郷の名は江戸時代まで使われ、天正19年5月11日の『豊臣秀吉朱印状』に、相可820石の朱印地を御師・上部越中守に与える、と記録されている。なお、相可郷は現在の相可地区よりも広い範囲を指していた。
江戸時代には多気郡四疋田組に属し、紀州藩田丸領・外宮上部大夫領・外宮春木大夫領の相給地となり、領有関係が複雑であった。当時の地名として相可村とするもの（『文禄郷帳』）と、相可上村・相可下村とするもの（『三国地誌』）が見られる。熊野街道・伊勢本街道・伊勢南街道が交わる交通の要所であることから宿場や商家が栄え、江戸に支店を持つ大和屋や大黒屋なども現れた。また大小の神社仏閣も賑わい、更に河岸（かし）としても発達、櫛田川下流から食塩などの物資が送られたほか、対岸の射和村（いざわむら、現在の松阪市射和町）との間に渡し船も就航していた。

### 近代以降

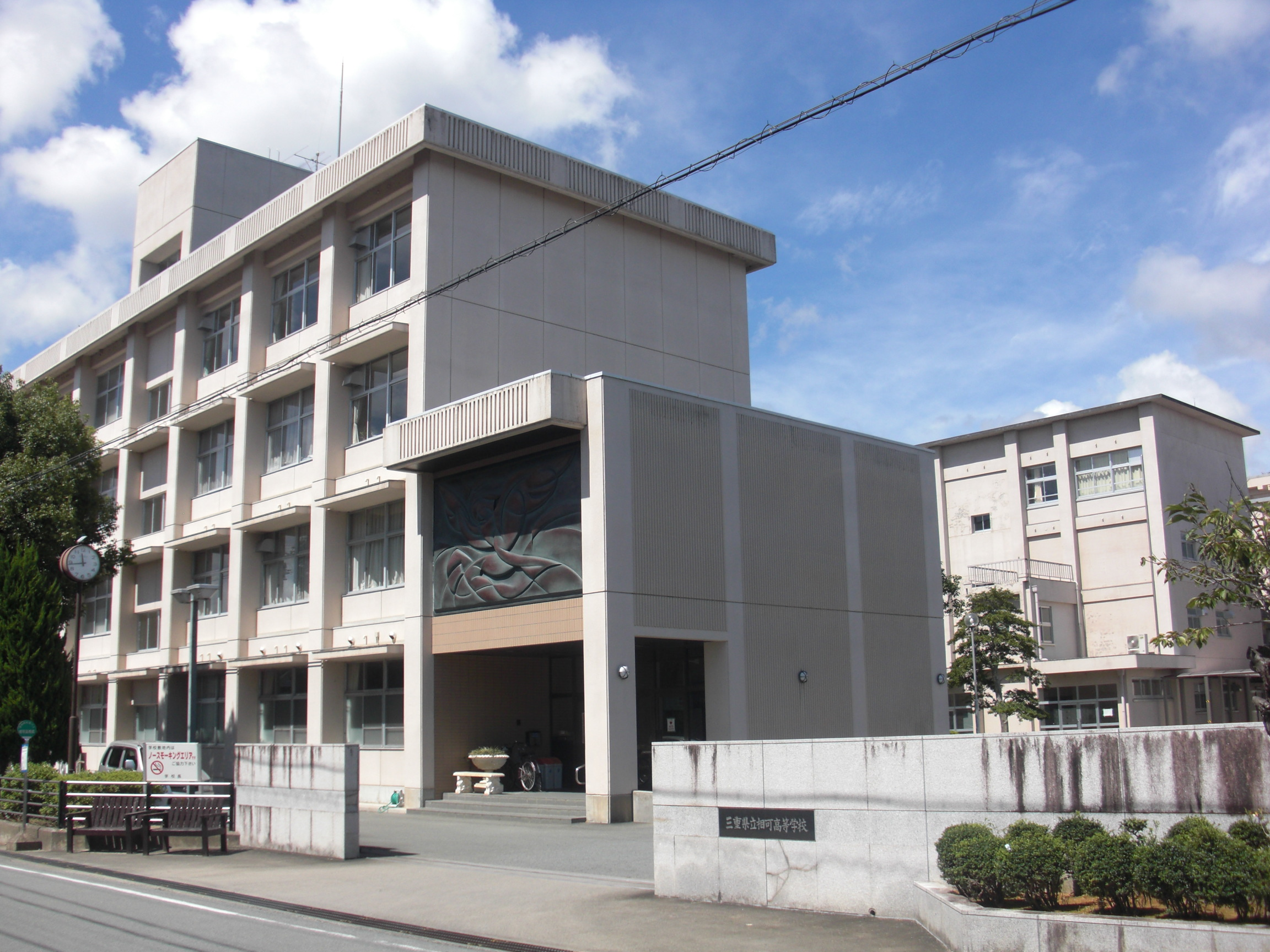
三重県立相可高等学校

明治時代になると、相可は多気郡の中心となり、1873年（明治6年）に小学校と相可郵便取扱所（現・多気郵便局）、1879年（明治12年）に多気郡役所、1880年（明治13年）に山田警察署相可分署（後の相可警察署、1942年（昭和17年）廃止）、1897年（明治30年）に相可税務署、1907年（明治40年）に相可村・津田村・射和村組合立多気実業学校（現在の三重県立相可高等学校）が相次いで設置されたほか、銀行の支店も多かった。1889年（明治22年）の町村制施行の際には周辺の7村と合併して相可村となり、村の中心となった。更に1919年（大正8年）には相可町に昇格した。村発足当初は、射和・中万（ちゅうま）・兄国（えくに）との間の水運の中心であったが、1922年（大正11年）に乗合バスが設定され、大淀・斎宮・丹生を結ぶバス交通の中心となった。毎年1月27日には相可市が開かれ、50ほどの露店や川遊びの屋形船が出たりと賑わった。
1895年（明治28年）発行の『大日本管轄分地図』三重県総論の多気郡の項では、相可区について以下のように記している。
このことからも繁栄ぶりが窺える。また1931年（昭和6年）発行の『大日本職業別明細圖』には相可町の市街図が掲載され、町役場・警察署・郵便局・裁判所出張所・実業学校・蚕糸試験場・家畜市場といった公共機関に加え、鹿水亭・湊屋・銀行2店・餅屋・牛乳屋・写真店などの商店が描かれている。
第二次世界大戦後は、松阪市への交通の便が良くなったことで多気郡の中心としての性格は弱まったが、今もなお多気町の政治・経済・文化の中心であり続けている。

#### 相可市
1955年（昭和30年）頃まで、旧伊勢本街道で毎年1月27日に開かれていた定期市。ヤシ仲間と呼ばれる多気町と松阪市の業者集団が50軒ほどの露店を出し、出店場所はくじによる抽選が行われた。取り扱い商品は、食品・日用品などで、見世物小屋（「ノゾキ」という）も出た。翌1月28日には、櫛田川対岸の松阪市中万町に場所を移し、同業者により「中万市」が開かれた。

### 沿革
- 1889年（明治22年）4月1日 - 町村制施行に伴い多気郡相可村成立。相可村大字相可となる。
- 1919年（大正8年）6月20日 - 相可村が町制を施行し、相可町大字相可となる。
- 1955年（昭和30年）3月31日 - 相可町が佐奈村・津田村と合併し、多気町成立。多気町大字相可となる。
- 2006年（平成18年）1月1日 - 多気町が勢和村と合併し、新・多気町が成立。これに伴い「大字」表記が廃止され、多気町相可となる。

### 地名の由来
- 『多気町文化財等調査略報』によれば、相可（あふか）は「会う所」という意味であり、伊勢本街道と和歌山街道が交差する場所であったことにちなむという[14]。
- 相可を支配した「大鹿氏」（おうかし）に由来する[15]。

## 世帯数と人口
2015年（平成27年）10月1日現在の世帯数と人口は以下の通りである。
| 大字 | 世帯数  | 人口    |
| ---- | ------- | ------- |
| 相可 | 559世帯 | 1,456人 |

### 人口の変遷
1889年以降の人口の推移。なお、1995年以後は国勢調査による推移。
| 1889年（明治22年） | 1,274人 |        |  |
| 1953年（昭和28年） | 1,690人 |        |  |
| 1980年（昭和55年） | 1,527人 |        |  |
| 1995年（平成7年）  | 1,406人 | [ 16 ] |  |
| 2000年（平成12年） | 1,370人 | [ 17 ] |  |
| 2005年（平成17年） | 1,440人 | [ 18 ] |  |
| 2010年（平成22年） | 1,471人 | [ 19 ] |  |
| 2015年（平成27年） | 1,456人 | [ 2 ]  |  |

### 世帯数の変遷
1889年以降の世帯数の推移。なお、1995年以後は国勢調査による推移。
| 1889年（明治22年） | 227戸   |        |  |
| 1953年（昭和28年） | 338戸   |        |  |
| 1980年（昭和55年） | 401世帯 |        |  |
| 1995年（平成7年）  | 417世帯 | [ 16 ] |  |
| 2000年（平成12年） | 460世帯 | [ 17 ] |  |
| 2005年（平成17年） | 519世帯 | [ 18 ] |  |
| 2010年（平成22年） | 585世帯 | [ 19 ] |  |
| 2015年（平成27年） | 559世帯 | [ 2 ]  |  |

## 学区
公立の小・中学校に通う場合、学区は以下の通りとなる。
| 番・番地等 | 小学校             | 中学校                           |
| ---------- | ------------------ | -------------------------------- |
| 全域       | 多気町立相可小学校 | 多気町松阪市学校組合立多気中学校 |

## 交通
鉄道
- JR紀勢本線相可駅：相可中心街に面する無人駅、特急通過駅。多気町のターミナル駅は多気地区にある多気駅である。

道路
- 国道42号（松阪多気バイパス）：松阪市とを結ぶ幹線道路。
- 三重県道160号松阪多気線：旧国道42号、和歌山街道（東熊野街道）。相可を南北に貫くメインストリートである。
- 三重県道421号勢和兄国松阪線：相可を東西に結ぶ。

路線バス
- 三重交通（松阪営業所管内）
- 多気町町営バス：多気町町民バスを改編して2009年（平成21年）4月1日より運行開始。

## 施設
- 多気町役場

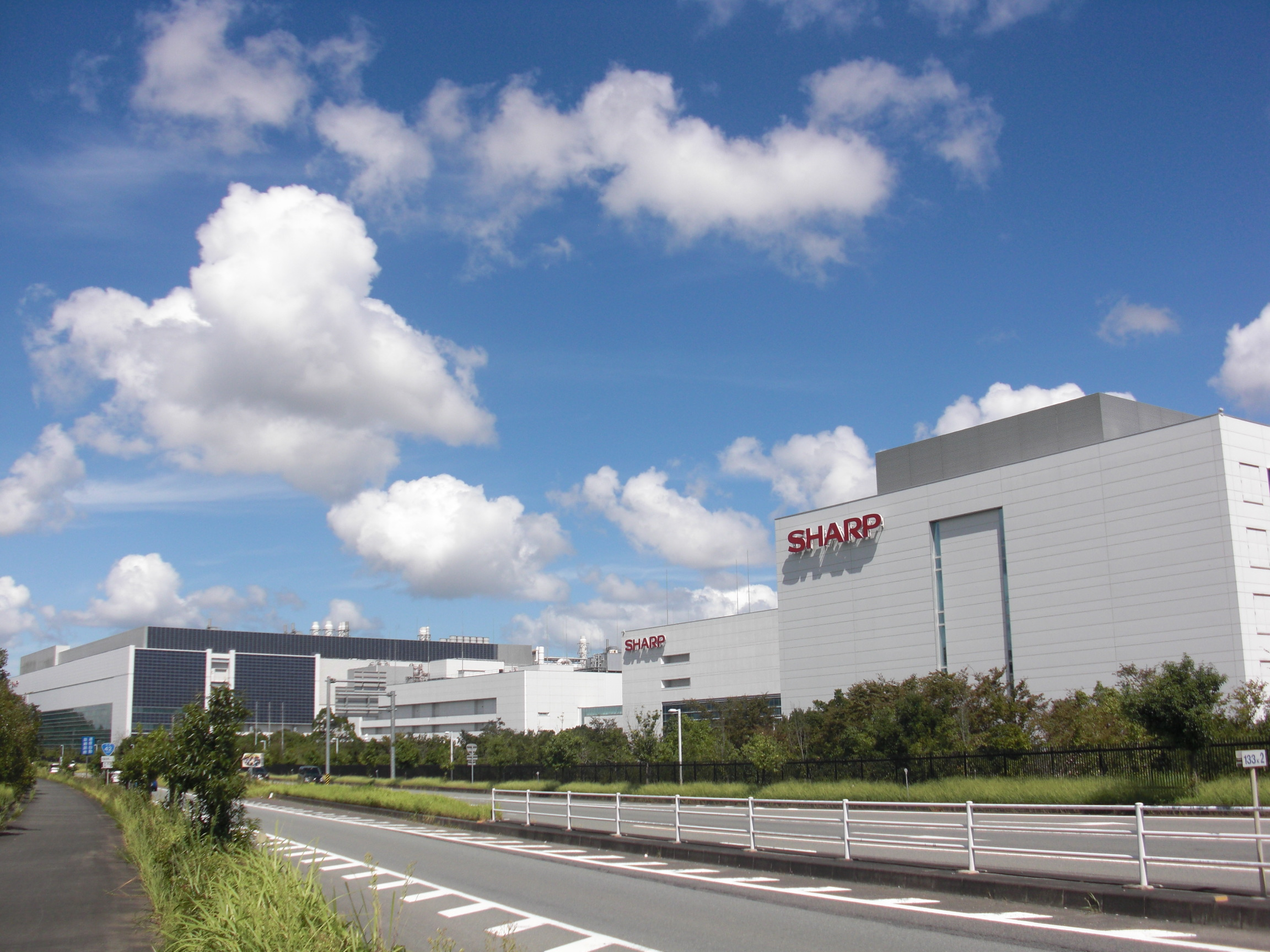
シャープ三重工場

- 三重県立相可高等学校 - 食物調理科は五桂池ふるさと村に「まごの店」を出店していることで知られる。
- 三重県企業庁南勢水道事務所（多気浄水場） - 三重県最大の浄水場。
- 多気町松阪市学校組合立多気中学校
- 多気町立相可保育所
- JR相可駅
- 多気町立ふるさと交流館たき
  - 多気町立多気図書館
- 多気町民文化会館
- シャープ三重工場
- 多気郵便局
- 百五銀行多気支店
- 桑名三重信用金庫相可支店
- コメリハード&グリーン多気店
- グッディ食鮮館多気店

## 観光

### 名所・旧跡
のびのびパーク天啓
黄檗宗の古刹・法泉寺と涵養池（天啓池）を中心とした公園。法泉寺は1659年（万治2年）に槇啓上人が庵を結んだのを起源とし、1715年（正徳5年）に梅嶺和尚が開山して以来、悟心元明を輩出するなど南勢地区の黄檗宗の拠点として栄えた。山門や朱塗りの鐘楼などの史跡が残る。また、1998年（平成10年）には付近一帯が公園として整備され、多気町民の憩いの場となった。遊歩道・芝生広場・食事処「天啓の家」・福祉センター「天啓の里」などからなる。

### 観光スポット
多気クリスタルタウン
2008年（平成20年）オープンの複合型ショッピングセンター「多気クリスタルタウンショッピングセンター」（仁田地区）を中心とする。一部が相可に含まれる。
ホテルエコノ多気
多気町唯一のビジネスホテル。シャープに近接。

### 祭事・催事
多気町おいないまつり
多気町の特産品販売や木工教室、ステージでのイベントなど。11月上旬の日曜日に町民文化会館駐車場で開催。なお、「おいない」は伊勢弁（三重弁）で「お越しください」という意味である。

### 名物
まつかさ餅
元禄年間（1688年 - 1703年）創業の長新が製造する和菓子。黒糖の餡を櫛田川流域の米を使った餅でくるみ、表面に無着色のもち米をまぶし、蒸して作る。松かさ（まつぼっくり）に形が似ていることから、その名がある。いがもちの一種である。

## その他

### 日本郵便
- 郵便番号 : 519-2181[3]（集配局：多気郵便局[23]）。